# Pionio
San Pionio (11 de marzo de 250) fue un mártir y santo cristiano muerto en las persecuciones de Esmirna durante el reinado del emperador Decio. Pionio, junto a Sabina, Asclepiades, Macedonia, y Limnos, fue arrestado el 23 de febrero por Polemón, el sacerdote principal del templo, en el aniversario del martirio de San Policarpo.

## Vida
Peonio junto a sus compañeros, pasaron la noche anterior rezando. Sabiendo que por instigación de algunos judíos iba a haber detenciones, tanto él como sus cristianos Asclepiades y Sabina, se echan al cuello unas ataduras, y así acuden a la celebración eucarística.
Pionio arengó a la multitud. Pidió a los griegos que recordaran lo que Homero había dicho acerca de que no debían burlarse del cuerpo del enemigo. Entonces debían no burlarse de los cristianos que habían hecho apostasía. Se volvió luego a los judíos y se refirió a Moisés y a Salomón, tratando de lograr el mismo efecto.
Él terminó con un vehemente rechazo a ofrecer sacrificio. Luego siguieron los tradicionales interrogatorios y amenazas, luego de las cuales Pionio y sus compañeros fueron relegados a prisión, a fin de esperar la llegada del procónsul. Aquí ellos encontraron otros confesores, entre los cuales estaba un montanista.  Muchos paganos los visitaron y cristianos que habían hecho sacrificios, lamentando su caída.
A ellos, Pionio les exhortó a arrepentirse. Un último intento, antes de la llegada del procónsul, se realizó para forzar a Pionio y sus compañeros a llevar a cabo un acto de apostasía. Se les llevó a un templo en el cual se les indujo a participar en sacrificio. Cuando el procónsul Quintiliano llegó a Esmirna, hizo que pusieran a Pionio en el potro y que su cuerpo fuera desgarrado con garfios, y luego lo condenó a la muerte. 
Con ardorosa fe, Pionio fue el primero en apresurarse para ir al estadio (campo público de carreras), y ahí se despojó de sus vestiduras. Su cuerpo no mostraba ninguna señal de la reciente tortura. Subió a la tarima de madera, dejó que el soldado fijara los clavos. Pionio rezó y con una sonrisa radiante, se dejó quemar hasta la muerte. Sufrió en compañía de Metrodorus, un sacerdote marcionita.
El auténtico día del martirio, de acuerdo con los escritos, fue el 12 de marzo. Eusebio ("H.E.", IV, xv; "Chron.", p. 17, ed. Schoene) establece el martirio en el reino de Antonino. Su error puede ser por haber encontrado el martirio de Pionio en un volumen de fecha anterior.